# Bethesda Game Studios
Bethesda Game Studios је амерички развојни тим видео игара и студио ZeniMax Media са седиштем у Роквилу, Мериленд. Најпознатији је по својим акционим франшизама за играње улога, као што су The Elder Scrolls, Fallout и Starfield. Bethesda Game Studios је основана 2001. године као развојна јединица Bethesda Softworks, одвојена од издавачких операција. Тод Хауард је извршни продуцент студија, на челу са директорком Ешли Ченг и директорком студија Анђелом Браудер. Од новембра 2023. године, Bethesda Game Studios је имала 450 запослених.

## Историја
Bethesda Game Studios је основан 2001. Раније је Bethesda Softworks, тада програмер и издавач, реорганизована као подружница ZeniMax Media. Роберт А. Алтман из ZeniMax-а настојао је да развије развојну јединицу, која је издвојена из Bethesda Softworks као Bethesda Game Studios, почевши од отприлике 40 људи.
До 2008. године, Bethesda Game Studios се сматрао једним од најбољих програмера у индустрији по угледу на The Elder Scrolls фантазијски универзум и критички хваљеном игрицом Fallout 3. Bethesda је створила јединствену улогу за себе, „трошивши године на стварање масивних РПГ-ова отвореног света за једног играча – тешко да је жанр у процвату у индустрији у целини – до великог успеха, доводећи некадашњи жанр компјутерских игара на широку мултиплатформу публике“, написала је Гамасутра на њиховој листи најбољих на крају године.
У децембру 2015. године, Bethesda Game Studios је отворио сателитски студио у Монтреалу под вођством Ива Лашанса, бившег шефа Behaviour Interactive-а. У 2018, два студија у власништву ZeniMax-а постала су део Bethesda Game Studios: BattleCry Studios који је у марту преименован у Bethesda Game Studios Austin, а Escalation Studios је у августу претворен у Bethesda Game Studios Dallas. Мајкрософт је купио ZeniMax у марту 2021.
Запослени у Bethesda Game Studios у Монтреалу поднели су захтев за синдикално удруживање 26. јуна 2024. са Одбором за рад у Квебеку. У случају успеха, они би се повезали са удружењем Комуникационих радника Америке (ЦВА).
Мајрософт је препознао 241 радника Bethesda Game Studios који су се удружили са ЦВА 20. јула 2024. Јединица за преговарање представља све запослене у три студија у Сједињеним Државама, укључујући уметнике, програмере и инжењере; за разлику од синдиката у својој матичној компанији ZeniMax, који до сада искључиво заступају тестере софтвера.

## Сателитски студији

### Bethesda Game Studios Austin
ZeniMax Media је најавила отварање BattleCry Studios у Остину, Тексас, 3. октобра 2012, са Рич Вогелом као његовим председником. Студио је одмах почео да запошљава програмере са искуством у микротрансакцијама и бесплатним играма, који је до новембра 2013. нарастао на отприлике 35 запослених. Најавила је свој први пројекат, борбену игру за више играча BattleCry, у мају 2014. Међутим, студио је отпустио значајан део свог особља у септембру 2015, након чега је уследило отказивање BattleCry-а у октобру да би се фокусирао на различите пројекте. Међу овим пројектима, имао је задатак да модификује Bethesda Game Studios's Creation Engine како би подржао функционалност за више играча за Fallout 76, радећи са другим сестринским студијом, Id Software, и преуредио неки мрежни код из Quake-а. BattleCry Studios је затим помогао Bethesda Game Studios у самој игри и у августу 2016. заменио је Certain Affinity у помагању Id Software-у у развоју компоненти за више играча за Доом. Вогел је напустио BattleCry Studios до септембра 2017. да би се придружио компанији Certain Affinity. У марту 2018, BattleCry Studios, сада под директором студија Дагом Меленкампом, је интегрисан у Bethesda Game Studios и преименован у Bethesda Game Studios Austin.

### Bethesda Game Studios Dallas
Том Мастен, Марк Тардиф и Шон Грин су основали Escalation Studios 2007. године. Мастен је раније био суоснивач Ritual Entertainment, док је Тардиф био извршни продуцент и виши потпредседник пословног развоја у Gearbox Software-у. У јануару 2012, компанија за друштвене игре 6waves Lolapps (6L) објавила је куповину студија под неоткривеним условима. Мастен и Тардиф су постали директори дизајна Escalation Studios-а, док је Грин приступио 6L као директор инжењеринга. У то време, Escalation Studios је имао око 30 запослених. Међутим, у марту 2012. 6L је објавио да отпушта све своје развојно особље, задржавајући Escalation Studios активним „у извесном капацитету“. Студио се одвојио од 6L-а до маја 2012. ZeniMax Media га је затим преузео 1. фебруара 2017. У августу 2018. интегрисан је са Bethesda Game Studios и преименован у Bethesda Game Studios Dallas. Одмах је почео да помаже студију на Starfield-у.

### Bethesda Game Studios Montreal
Bethesda Game Studios је најавио отварање канцеларије у Монтреалу, 9. децембра 2015. У време објаве, студио је запошљавао 40 програмера под вођством директора студија Ива Лашанса. Bethesda Game Studios је раније радио са Лашансом на неколико пројеката док је био у Behaviour Interactive, укључујући Fallout Shelter, који је Bethesda Game Studios Montreal одмах преузео. У јуну 2024, програмери студија објавили су своју намеру да се удруже уз подршку канадског огранка Комуникационих радника Америке. Лешанс је напустио студио у јулу да би водио WB Games Montréal.

## Видео-игре
Bethesda Game Studios је углавном био укључен у развој видео игара за играње улога са својим The Elder Scrolls и Fallout серијалима за конзоле и личне рачунаре, од којих је већина била комерцијално и критички успешна.
Године 2015. студио је ушао на тржиште мобилних игара са игрицом Fallout Shelter заснованим на истој франшизи, која је до средине 2016. године добила 50 милиона играча. У фебруару 2017, Хауард је рекао да су у развоју још једног мобилног наслова након успеха Fallout Shelter-а. Ово је откривено 2018. као The Elder Scrolls: Blades.
У 2016, Хауард је потврдио да је, док развијају The Elder Scrolls VI, још увек био дуг пут до изласка игре. У међувремену, у развоју су још два значајна пројекта за које се очекује да ће бити објављени пре The Elder Scrolls VI. 30. маја 2018. је најављен Fallout 76. Дана 10. јуна 2018, током Bethesda Е3 2018 конференције, откривено је да је други пројекат у развоју прва нова интелектуална својина компаније у последњих 25 година, Starfield. Током 2021 Xbox/Bethesda Games Showcase-а, најављено је да ће Starfield бити издат искључиво за рачунаре и Xbox Series X/S. Starfield је објављен 6. септембра 2023. Хауард је 14. јуна 2022. потврдио да ће Fallout 5 почети да се развија након завршетка The Elder Scrolls VI, при чему је овај други тренутно у фази развоја пре продукције.
| Године      | Наслов                                        | Платформе                                                                                                  |
| ----------- | --------------------------------------------- | --- |
| 2002        | The Elder Scrolls III: Morrowind              | Windows, Xbox                                                                                              |
| 2004        | IHRA Professional Drag Racing 2005            | PlayStation 2, Xbox                                                                                        |
| 2006        | IHRA Drag Racing: Sportsman Edition           | PlayStation 2, Windows, Xbox                                                                               |
| 2006        | The Elder Scrolls IV: Oblivion                | PlayStation 3, Windows, Xbox 360                                                                           |
| 2008        | Fallout 3                                     | PlayStation 3, Windows, Xbox 360                                                                           |
| 2011        | The Elder Scrolls V: Skyrim                   | Nintendo Switch, PlayStation 3, PlayStation 4, PlayStation 5, Windows, Xbox 360, Xbox One, Xbox Series X/S |
| 2015        | Fallout Shelter                               | Android, iOS, Nintendo Switch, PlayStation 4, Windows, Xbox One                                            |
| 2015        | Fallout 4                                     | PlayStation 4, PlayStation 5, Windows, Xbox One, Xbox Series X/S                                           |
| 2016        | The Elder Scrolls V: Skyrim – Special Edition | Nintendo Switch, PlayStation 4, PlayStation 5, Windows, Xbox One, Xbox Series X/S                          |
| 2017        | The Elder Scrolls V: Skyrim VR                | PlayStation 4, Windows                                                                                     |
| 2017        | Fallout 4 VR                                  | Windows |
| 2018        | Fallout 76                                    | PlayStation 4, Windows, Xbox One                                                                           |
| 2020        | The Elder Scrolls: Blades                     | Android, iOS, Nintendo Switch                                                                              |
| 2023        | The Elder Scrolls: Castles                    | Android |
| 2023        | Starfield                                     | Windows, Xbox Series X/S                                                                                   |
| Шаблон:DTBA | The Elder Scrolls VI                          | / |

### Пакети за проширење
| Година      | Наслов                | Игра                             | Платформе                        |
| ----------- | --------------------- | -------------------------------- | -------------------------------- |
| 2002        | Tribunal              | The Elder Scrolls III: Morrowind | Windows, Xbox                    |
| 2003        | Bloodmoon             | The Elder Scrolls III: Morrowind | Windows, Xbox                    |
| 2006        | Knights of the Nine   | The Elder Scrolls IV: Oblivion   | PlayStation 3, Windows, Xbox 360 |
| 2007        | Shivering Isles       | The Elder Scrolls IV: Oblivion   | PlayStation 3, Windows, Xbox 360 |
| 2009        | Operation: Anchorage  | Fallout 3                        | PlayStation 3, Windows, Xbox 360 |
| 2009        | The Pitt              | Fallout 3                        | PlayStation 3, Windows, Xbox 360 |
| 2009        | Broken Steel          | Fallout 3                        | PlayStation 3, Windows, Xbox 360 |
| 2009        | Point Lookout         | Fallout 3                        | PlayStation 3, Windows, Xbox 360 |
| 2009        | Mothership Zeta       | Fallout 3                        | PlayStation 3, Windows, Xbox 360 |
| 2012        | Dawnguard             | The Elder Scrolls V: Skyrim      | PlayStation 3, Windows, Xbox 360 |
| 2012        | Hearthfire            | The Elder Scrolls V: Skyrim      | PlayStation 3, Windows, Xbox 360 |
| 2012        | Dragonborn            | The Elder Scrolls V: Skyrim      | PlayStation 3, Windows, Xbox 360 |
| 2016        | Automatron            | Fallout 4                        | PlayStation 4, Windows, Xbox One |
| 2016        | Wasteland Workshop    | Fallout 4                        | PlayStation 4, Windows, Xbox One |
| 2016        | Far Harbor            | Fallout 4                        | PlayStation 4, Windows, Xbox One |
| 2016        | Contraptions Workshop | Fallout 4                        | PlayStation 4, Windows, Xbox One |
| 2016        | Vault-Tec Workshop    | Fallout 4                        | PlayStation 4, Windows, Xbox One |
| 2016        | Nuka-World            | Fallout 4                        | PlayStation 4, Windows, Xbox One |
| 2020        | The Pitt              | Fallout 76                       | PlayStation 4, Windows, Xbox One |
| 2020        | Steel Reign           | Fallout 76                       | PlayStation 4, Windows, Xbox One |
| 2020        | Steel Dawn            | Fallout 76                       | PlayStation 4, Windows, Xbox One |
| 2020        | Wastelanders          | Fallout 76                       | PlayStation 4, Windows, Xbox One |
| Шаблон:DTBA | Shattered Space       | Starfield                        | Windows, Xbox Series X/S         |

## Награде
- Gamasutra's Best of 2008 — Top Five Developer[4]
- 2011 Spike Video Game Awards — Studio of the Year[52]
- 2015 The Game Awards — Developer of the Year (nominated)[53]

## Спољашње
- Званични веб-сајт